# Контрада Перчата
Контрада Перчата је насеље у Италији у округу Ена, региону Сицилија.
Према процени из 2011. у насељу је живело 9 становника. Насеље се налази на надморској висини од 719 м.